# Peterstown (Virginia Occidental)
Peterstown es un pueblo ubicado en el condado de Monroe en el estado estadounidense de Virginia Occidental. En el Censo de 2010 tenía una población de 653 habitantes y una densidad poblacional de 797,86 personas por km².

## Geografía
Peterstown se encuentra ubicado en las coordenadas 37°23′56″N 80°47′42″O / 37.39889, -80.79500. Según la Oficina del Censo de los Estados Unidos, Peterstown tiene una superficie total de 0.82 km², de la cual 0.82 km² corresponden a tierra firme y (0%) 0 km² es agua.

## Demografía
Según el censo de 2010, había 653 personas residiendo en Peterstown. La densidad de población era de 797,86 hab./km². De los 653 habitantes, Peterstown estaba compuesto por el 97.86% blancos, el 0.15% eran afroamericanos, el 0.46% eran amerindios, el 0% eran asiáticos, el 0% eran isleños del Pacífico, el 0.46% eran de otras razas y el 1.07% pertenecían a dos o más razas. Del total de la población el 0.61% eran hispanos o latinos de cualquier raza.